# 호로시욥스카야역
호로시욥스카야역(러시아어: Хорошёвская)은 모스크바 지하철 볼샤야 콜체바야 선의 역이다. 2018년 2월 26일에 개장하였다.

## 역명
역명은 이반 4세가 지명한 것으로 추측되는 호로시요보 지역에서 유래되었다.

## 디자인
1면 2선 섬식 승강장 구조의 지하 역사이다. 역의 기둥과 벽은 보라색 대리석으로 장식되어 있다. 바닥과 벽은 밝은 대리석으로 장식되어 있다. 천장은 흰색의 빛이 반사되는 듯한 물질로 만들어져 있고 전위적 스타일로 설계되어 있다. 동쪽 대합실에 있는 예술가 니키타의 디자인은 수프레즘에 헌신했다.
호로시욥스카야 역의 장식 주제는 우연히 나타난 것이 아니다. 모스크바에는 예술가와 건축가들에 대한 지하철 역이 많이 존재하기 때문에 20세기의 건설주의와 수프레티즘의 중요한 흐름을 즉시 결정했다. 러시아의 독특한 전위적인 전위자는 창조성에 무한한 가능성을 열어 준 러시아 예술의 상징이다.

## 인프라 구축
호로시욥스카야 역에서는 타간스코 크라스노프레스넨스카야 선의 폴레자옙스카야 역 및 모스크바 중앙 순환선의 호로시요보 역으로 역외환승 기능을 하고 있다. 나로드노에 오폴체니예 역이 완공되어, 본 노선은 호로시욥스카야에서 2개 노선이 분기점 역할을 하게 되었고 다른 하나의 노선은 볼샤야 콜체바야 선을 따라 연결된다. 다른 하나는 델로보이 첸트르 역에서 종착한다. 후자의 구간은 궁극적으로 계획된 루블료보 아르한겔스카야 선의 일부가 될 수 있다.

## 같이 보기
- (러시아어) stroi.mos.ru 보관됨 2019-05-18 - 웨이백 머신